# Токусейрей
Токусе́йрей (яп. 徳政令, とくせいれい, «Декрет благодатного правління») — урядова постанова про касацію боргових зобов'язань та втрату чинності договорів про купівлю-продаж землі у Японії XIII–XVI століть, у періоди Камакура і Муроматі. Видавалася Імператорським двором, сьоґунатом або регіональними володарями. 
У 1297 році Камакурський сьоґунат видав декрет благодатного правління, так званий декрет року Ейнін (永仁の徳政令), з метою порятунку безземельних і малоземельних самураїв, які втратили свої наділи через видачу їх під заставу або продаж. Згідно з декретом, лихварі й особи, які придбали самурайські наділи за останні 20 років, були зобов'язані повернути їх колишнім власникам задарма. Крім цього, сьоґунат відмовлявся приймати судові позови, пов'язані з такими наділами. Декрет тимчасово покращив положення самурайства, але сильно похитнув довіру до уряду заможної частини населення, яка відтоді перестала давати позики самураям. Це призвело до чергової суспільної кризи й до падіння авторитету сьоґунату, а згодом його ліквідації у 1333 році.
У період Муроматі більшість декретів благодатного правління видавалися на вимогу селян, які піднімали повстання проти надмірних поборів центральної влади, аристократів та буддистських монастирів.